# ریدرایش
ریدرایش (به آلمانی: Riederich) یک شهر در آلمان است که در رویتلینگن واقع شده‌است. ریدرایش ۴٬۳۰۲ نفر جمعیت دارد.